# Koellensteinia tricolor
Koellensteinia tricolor är en orkidéart som först beskrevs av John Lindley, och fick sitt nu gällande namn av Heinrich Gustav Reichenbach. Koellensteinia tricolor ingår i släktet Koellensteinia och familjen orkidéer. Inga underarter finns listade i Catalogue of Life.